# Karl Sommerey
Karl Sommerey (* 7. Februar 1897 in Lugowen, Landkreis Insterburg; † 3. Dezember 1966 in Homburg) war ein deutscher Vertriebenenfunktionär und Politiker (FDP).

## Leben
Sommerey besuchte die Mittelschule in Insterburg und begann im Anschluss eine kaufmännische Lehre im Papiergroßhandel, die er im Jahre 1921, nach Teilnahme am Ersten Weltkrieg von 1914 bis 1918, abschloss. Danach arbeitete er als kaufmännischer Angestellter und von 1924 bis 1926 als selbständiger Vertreter. Im Anschluss trat er als Berufssoldat in die Reichswehr ein. Er wurde später von der Wehrmacht übernommen, nahm als Soldat am Zweiten Weltkrieg teil und geriet als Major in britische Kriegsgefangenschaft.
Nach seiner Entlassung aus der Kriegsgefangenschaft verdiente Sommerey seinen Lebensunterhalt als Holzfäller, Landarbeiter und Bauarbeiter. 1948 wurde er kaufmännischer Geschäftsführer und Prokurist. Neben seiner beruflichen Tätigkeit setzte er sich für die Belange der Heimatvertriebenen ein. Er war 1950 Gründer der regionalen Verbände der Landsmannschaften Ost- und Westpreußen in Trier und wirkte in der Umgebung als Vorsitzender der Arbeitsgemeinschaft aller Landsmannschaften. 1953 wurde er zum Vorsitzenden des Präsidiums und der Sprecherversammlung des neu gegründeten Verbandes der Landsmannschaften in Rheinland-Pfalz gewählt.
Sommerey trat nach 1945 in die CDU ein und wechselte kurze Zeit später zur FDP über. Bei der Landtagswahl 1951 wurde er über einen Listenplatz der FDP in den Rheinland-Pfälzischen Landtag gewählt, dem er bis 1955 angehörte. Im Parlament war er Mitglied des Ausschusses für Sozialpolitik und des Ausschusses für Fragen der Vertriebenen.